# Río Pastaza
Pour les articles homonymes, voir Pastaza.
Le Río Pastaza est une importante rivière de l'Équateur et du Pérou, il est un affluent du Río Marañón.

## Géographie
Le bassin du Río Pastaza se subdivise en deux parties bien différenciées : la partie supérieure correspond à une grande vallée très peuplée au sein de la cordillère des Andes, la partie inférieure correspond à la plaine amazonienne très arrosée qui constitue le piémont de la montagne au nord du río Marañon.

## Le Haut Pastaza
La rivière naît en Équateur, dans la cordillère des Andes, de la réunion du río Patate et du río Chambo. Ces deux rivières drainent une vallée qui s'étire sur 200 km du nord au sud au cœur de la montagne andine, et fait partie du sillon interandin ou se concentre une partie de la population du pays. Cette vallée est entourée de volcans (dont certains actifs) qui comptent parmi les plus importants de l'Équateur, notamment le Cotopaxi (5 897 m) au nord de la vallée, le Chimborazo (6 310 m) à l'ouest, le Sangay (5 230 m) et le Tungurahua (5 023 m) à l'est.
Le río Patate draine la partie nord de la vallée, ses diverses branches naissent sur les flancs ou à proximité du grand volcan Cotopaxi. Il se dirige plein sud et parcourt une centaine de kilomètres avant de confluer avec le río Chambo. Il passe près de l'importante ville d'Ambato (180 000 habitants) qui constitue un nœud de communication important entre la capitale Quito et Guayaquil, la plus grande ville du pays. Le río Ambato, qui traverse la ville, est un torrent qui descend du Chimborazo et rejoint le río Patate.
Le río Chambo draine la partie sud de la vallée en direction du nord, soit en sens inverse du río Patate, Il passe près de la ville de Riobamba (160 000 habitants), puis passe entre les volcans Chimborazo (à l'ouest) et Tungurahua (à l'est) avant de rejoindre de río Patate à quelques kilomètres au nord-ouest de ce dernier volcan pour former le Pastaza proprement dit.
La rivière prend la direction de l'est près de la petite ville de Baños et perce la cordillère orientale par une profonde vallée entrecoupée de défilés et de cataractes, propice au rafting et aux aménagements hydroélectriques, notamment le barrage d'Agoyan situé à proximité de célèbres chutes qui portent le même nom. Cette vallée est aussi un passage routier qui comporte de nombreux ouvrages d'art
Puis le Pastaza adopte un parcours qui s'incline graduellement vers le sud. Il sert de limite nord au parc national Sangay et rejoint la plaine amazonienne près de la ville de Puyo.

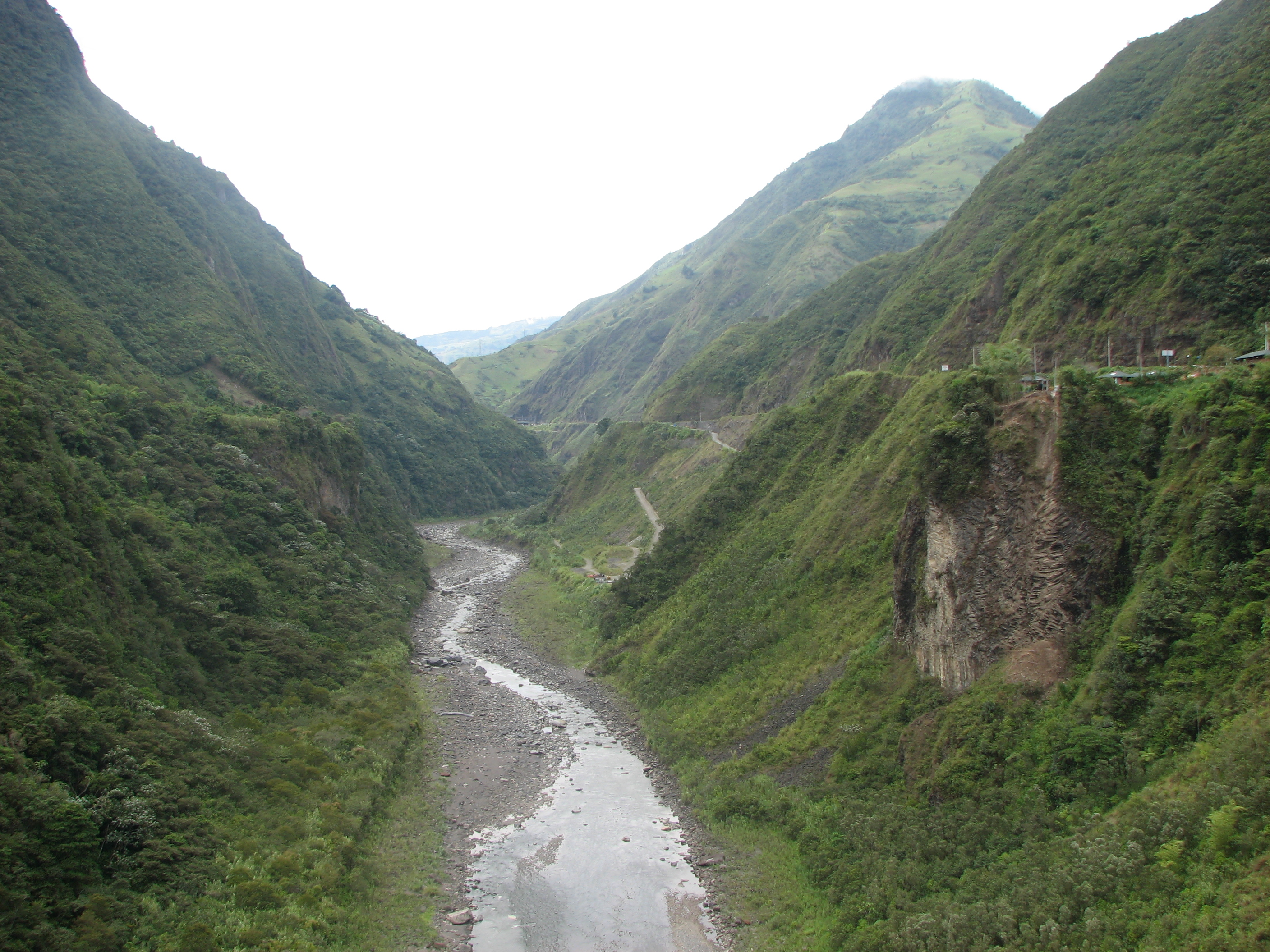
Le Haut-Pastaza.

## Le Bas Pastaza
En rejoignant la plaine, le Pastaza se dirige vers le sud-est, puis plein sud en entrant au Pérou. Après Baños, C'est un gros torrent, rapide, mais pas très abondant car les précipitations sont modérées sur la haute montagne andine. Ce n'est pas le cas du piémont des Andes, la pluviométrie y est très importante (5 mètres par an). Il reçoit alors ses principaux affluents et son débit se trouve multiplié par dix entre Baños et son confluent avec le río Marañon.
Le Pastaza a construit en sortant de la montagne un vaste cône de déjection qui a, par le passé, fortement perturbé l'écoulement de ses eaux en provoquant des divagations, et même des changements radicaux de parcours. Il lui ainsi est arrivé de rejoindre son voisin le río Corrientes, principal affluent du río Tigre qui se jette dans le río Marañon 400 km en aval de l'embouchure actuelle du Pastaza.
Cette région est peu peuplée. Toutefois, un champ pétrolifère important a été découvert et mis en exploitation sur les bassins du Pastaza, du río Corrientes et du río Tigre. Cette ressource nouvelle contribue au développement de cette région isolée, mais provoque aussi une pollution importante en zone forestière sensible, et perturbe fortement les populations autochtones.
Le Pastaza est difficilement navigable pour de grandes embarcations, il est sujet à des crues subites causées par les torrents qui alimentent son cours montagnard, et aussi parce que son cours inférieur est encombré d'alluvions apportés par ces mêmes torrents.

## Principaux affluents

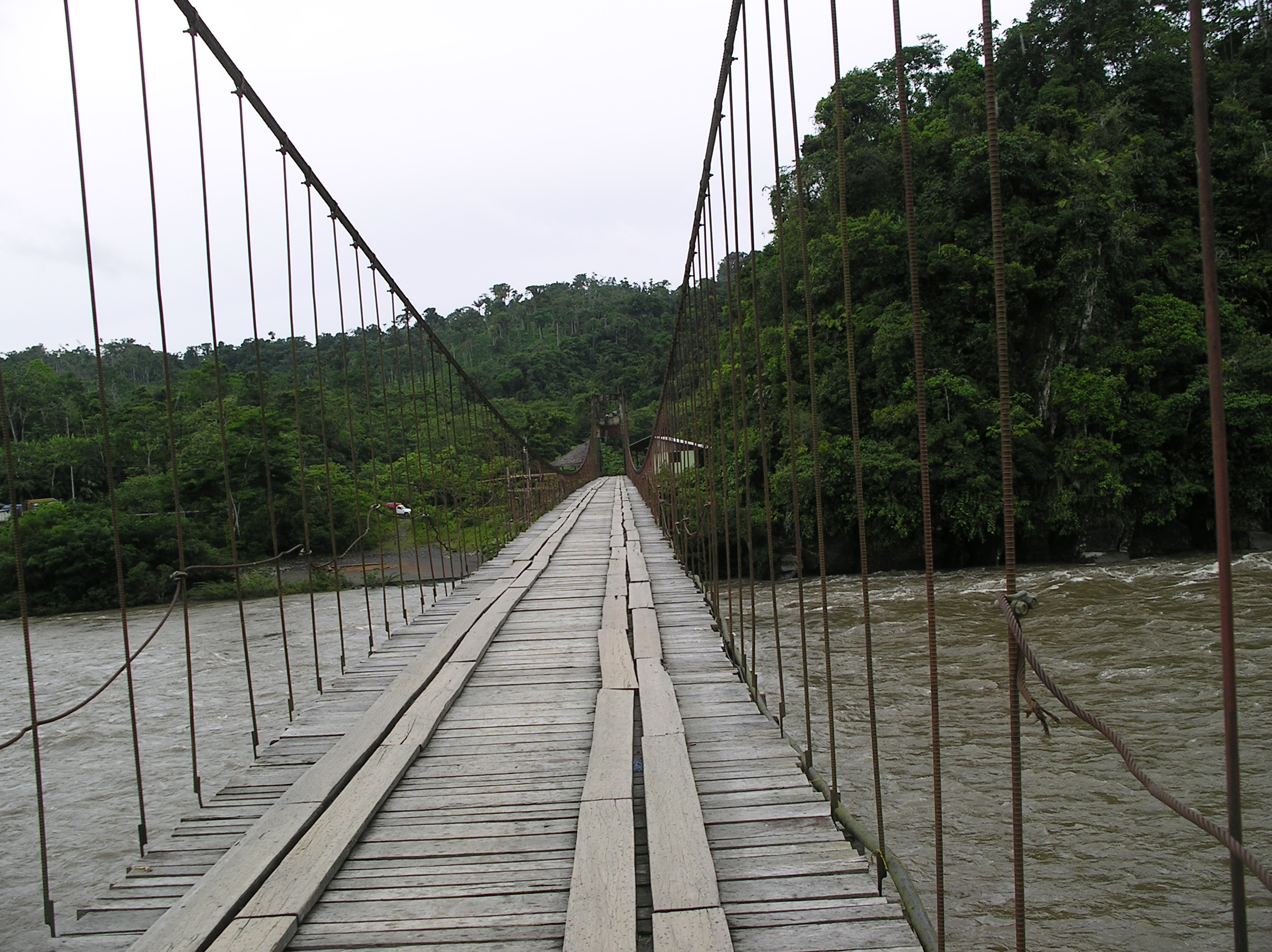
Pont sur le Pastaza près de Puyo

(longueur, bassin versant, débit moyen)
- río Bobonaza (270 km, 4 540 km2, 250 m3/s)
- río Capahuari (140 km, 2 450 km2, 140 m3/s)
- río Chambo (130 km, 3 600 km2, 120 m3/s, branche mère sud)
- río Chapuli (200 km, 5 540 km2, 270 m3/s)
- río Huasaga (260 km, 4 200 km2, 210 m3/s)
- río Huitoyacu (220 km, 4 040 km2, 270 m3/s)
- río Patate (120 km, 4 640 km2, 100 m3/s, branche mère nord)